# This Is War
„This Is War“ е третият албум на американската група 30 Seconds to Mars.

## Песни
1. Escape – 2:24
2. Night of the Hunter – 5:41
3. Kings and Queens – 5:48
4. This Is War – 5:27
5. 100 Suns – 1:58
6. Hurricane – 6:12
7. Closer to the Edge – 4:34
8. Vox Populi – 5:43
9. Search and Destroy – 5:39
10. Alibi – 6:00
11. Stranger in a Strange Land – 6:54
12. L490 – 4:26

## Музиканти
- Джаред Лето – вокали, китари, бас китара
- Шанън Лето – барабани
- Томо Миличевич – соло китари, бас китара